# Ghayas Zahid
Ghayas Zahid (Oslo, 8 september 1994) is een Noors-Pakistaans voetballer die doorgaans speelt als middenvelder. In augustus 2023 verruilde hij Ankaragücü voor Partizan. Zahid maakte in 2018 zijn debuut in het Noors voetbalelftal.

## Clubcarrière
Zahid speelde vanaf 2009 in de jeugdopleiding van Vålerenga IF. Op 10 augustus 2012 mocht de middenvelder zijn debuut maken voor het eerste elftal, toen in de Tippeligaen met 3–1 gewonnen werd van Odd Grenland. Tijdens dat duel viel hij twaalf minuten voor tijd in voor Chad Barrett. In augustus 2013 werd de middenvelder voor een half jaar gehuurd door Ullensaker/Kisa IL. Na zijn terugkeer kreeg Zahid een vastere rol in het eerste elftal van Vålerenga. Voor zijn eerste doelpunt tekende de Pakistaanse Noor op 19 juli 2014. Na veertien minuten opende hij op die dag de score op bezoek bij Strømsgodset IF. Door een doelpunt van Viðar Örn Kjartansson zou de uitslag uiteindelijk op 0–2 uitkomen.
In de zomer van 2017 verkaste Zahid naar APOEL Nicosia, waar hij zijn handtekening zette onder een verbintenis voor de duur van vier seizoenen. Panathinaikos huurde de Noor medio 2019 voor één jaar. Na zijn terugkeer van deze verhuurperiode speelde Zahid nog een seizoen voor APOEL, waarna hij transfervrij overgenomen werd door Ankaragücü en een tweejarige verbintenis tekende. Na het aflopen hiervan tekende Zahid voor drie seizoenen bij Partizan.

## Clubstatistieken
| Seizoen | Club              | Competitie   | Competitie | Competitie | Beker | Beker | Internationaal | Internationaal | Totaal | Totaal |
| Seizoen | Club              | Competitie   | Wed.       | Dlp.       | Wed.  | Dlp.  | Wed.           | Dlp.           | Wed.   | Dlp.   |
| ------- | ----------------- | ------------ | ---------- | ---------- | ----- | ----- | -------------- | -------------- | ------ | ------ |
| 2012    | Vålerenga IF      | Tippeligaen  | 4          | 0          | 0     | 0     | —              | —              | 4      | 0      |
| 2013    | Vålerenga IF      | Tippeligaen  | 3          | 0          | 1     | 0     | —              | —              | 4      | 0      |
| 2013    | → Ullensaker/Kisa | 1. divisjon  | 10         | 0          | 0     | 0     | —              | —              | 10     | 0      |
| 2014    | Vålerenga IF      | Tippeligaen  | 29         | 9          | 2     | 0     | —              | —              | 31     | 9      |
| 2015    | Vålerenga IF      | Tippeligaen  | 29         | 7          | 0     | 0     | —              | —              | 29     | 7      |
| 2016    | Vålerenga IF      | Tippeligaen  | 28         | 8          | 2     | 0     | —              | —              | 30     | 8      |
| 2017    | Vålerenga IF      | Tippeligaen  | 18         | 5          | 2     | 0     | —              | —              | 20     | 5      |
| 2017/18 | APOEL Nicosia     | A Divizion   | 33         | 10         | 2     | 0     | 6              | 0              | 41     | 10     |
| 2018/19 | APOEL Nicosia     | A Divizion   | 27         | 3          | 5     | 1     | 5              | 0              | 37     | 4      |
| 2019/20 | → Panathinaikos   | Super League | 25         | 4          | 4     | 0     | —              | —              | 29     | 4      |
| 2020/21 | APOEL Nicosia     | A Divizion   | 34         | 3          | 6     | 1     | 4              | 0              | 44     | 4      |
| 2021/22 | Ankaragücü        | 1. Lig       | 29         | 5          | 2     | 0     | —              | —              | 31     | 5      |
| 2022/23 | Ankaragücü        | Süper Lig    | 28         | 2          | 5     | 2     | —              | —              | 33     | 4      |
| 2023/24 | Partizan          | Superliga    | 33         | 7          | 4     | 0     | 1              | 0              | 38     | 7      |
| 2024/25 | Partizan          | Superliga    | 13         | 1          | 1     | 0     | 6              | 1              | 20     | 2      |
| Totaal  | Totaal            | Totaal       | 343        | 64         | 36    | 4     | 22             | 1              | 401    | 69     |

Bijgewerkt op 16 juni 2025.

## Interlandcarrière
Zahid maakte zijn debuut in het Noors voetbalelftal op 6 juni 2018, toen met 1–0 gewonnen werd van Panama door een doelpunt van Joshua King. Zahid mocht van bondscoach Lars Lagerbäck een minuut voor tijd invallen voor Iver Fossum. Zijn eerste doelpunt volgde tijdens zijn tweede internationale optreden, op 18 november 2020. Op die dag werd in de UEFA Nations League gespeeld tegen Oostenrijk. Zahid mocht in de basis beginnen en opende drieëntwintig minuten na rust de score. Negen minuten voor tijd werd hij naar de kant gehaald ten faveure van Kristoffer Askildsen en vanaf de bank zag hij Adrian Grbić nog gelijkmaken: 1–1.
| Interlands van Ghayas Zahid voor Noorwegen | Interlands van Ghayas Zahid voor Noorwegen | Interlands van Ghayas Zahid voor Noorwegen | Interlands van Ghayas Zahid voor Noorwegen | Interlands van Ghayas Zahid voor Noorwegen | Interlands van Ghayas Zahid voor Noorwegen | Interlands van Ghayas Zahid voor Noorwegen |
| №                                          | Datum                                      | Wedstrijd                                  | Uitslag                                    | Competitie                                 | Goals                                      |                                            |
| Als speler bij APOEL Nicosia               | Als speler bij APOEL Nicosia               | Als speler bij APOEL Nicosia               | Als speler bij APOEL Nicosia               | Als speler bij APOEL Nicosia               | Als speler bij APOEL Nicosia               | Als speler bij APOEL Nicosia               |
| ------------------------------------------ | ------------------------------------------ | ------------------------------------------ | ------------------------------------------ | ------------------------------------------ | ------------------------------------------ | ------------------------------------------ |
| 1                                          | 6 juni 2018                                | Noorwegen – Panama                         | 1 – 0                                      | Vriendschappelijk                          |                                            |                                            |
| 2                                          | 18 november 2020                           | Oostenrijk – Noorwegen                     | 1 – 1                                      | Nations League 2020/21                     | 68'                                        |                                            |

Bijgewerkt op 16 juni 2025.

## Erelijst
| Competitie    |               |                  |               |               |
| Competitie    | Aantal        | Jaren            |               |               |
| APOEL Nicosia | APOEL Nicosia | APOEL Nicosia    | APOEL Nicosia | APOEL Nicosia |
| ------------- | ------------- | ---------------- | ------------- | ------------- |
| A Divizion    | 2             | 2017/18, 2018/19 |               |               |
| Ankaragücü    |               |                  |               |               |
| 1. Lig        | 1             | 2021/22          |               |               |